# طبقي الصحي

الدليل الغذائي (طبقي)

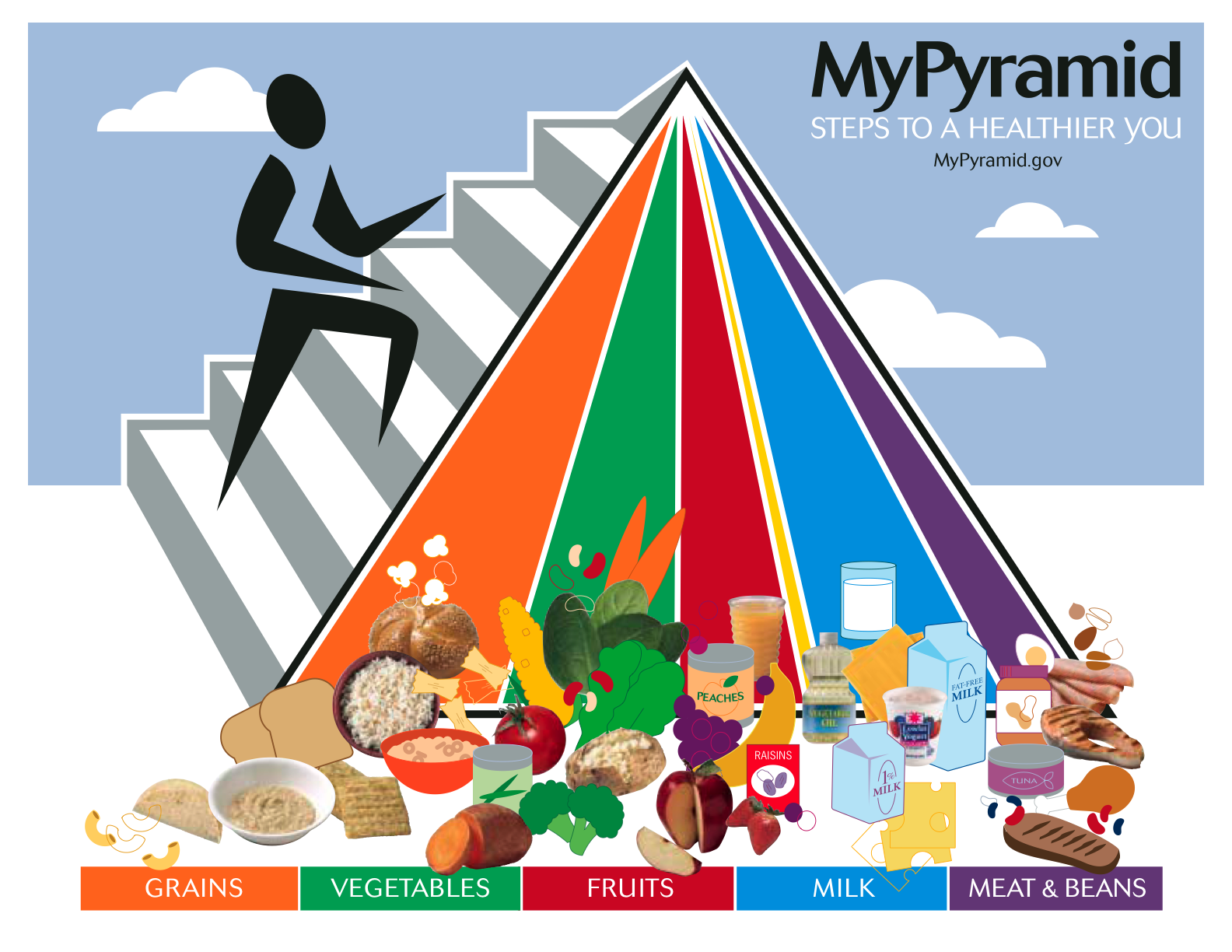
الدليل الغذائي طبقي أتى كبديل للدليل الغذائي هرمي الذي اصدرته وزارة الزراعة الأمريكية في سنة 2005، حيث لاقى العديد من الانتقادات

طبقي الصحي هو الدليل الغذائي الحالي الذي نشر من قبل وزارة الزراعة الأمريكية وهو عبارة عن رسم يضم طبق لتناول الطعام وكوب، مقسم إلى خمس مجموعات غذائية 
وفي 2 يناير 2011، حل دليل طبقي الغذائي كبديل للدليل الهرمي [الإنجليزية]، وكان ذلك نهاية ل19 سنة من الأدلة الهرمية الغذائية. وسيظهر دليل طبقي الغذائي على أغلفة الأطعمة وسيستخدم في التثقيف الغذائي في الولايات المتحدة الأمريكية.

## خلفية عن الأدلة الغذائية
طبقي الصحي هو اخر الأدلة الغذائية التي بدأ نشرها من قبل وزارة الزراعة الأمريكية على مايزيد من 110 سنوات. أول تلك الأدلة الغذائية نشر في عام 1894 من قبل د. ويلبر أولين [الإنجليزية] كنشرة للمزارعين. ومنذ ذلك الحين، وزارة الزراعة الأمريكية أصدرت عدد متنوع من الأدلة الغذائية للعامة وشملت الأساسي 7 (1943-1956) الأساسي 4 (1956-1992) والدليل الهرمي الغذائي (1992-2005) و هرمي [الإنجليزية] (2005-2013).
العديد من الحكومات والمنظمات سعت لإستحداث أدلة غذائية، فعلى سبيل المثال هناك دليل الطبق الصحي الصادر من الحكومة البريطانية ، ودليل الغذائي الصحي الصادر من الحكومة الأسترالية ، ودليل نظام طبقك الصادر من المنظمة الأمريكية لمرض السكري [الإنجليزية] مستخدمة فيه الشكل الطبقي.

## التوجيهات
طبقي مقسم إلي عدة أجزاء تمثل المجموعات الغذائية المختلفة بنسب مختلفة، 30٪ لم مجموعة الحبوب، و 30٪ لمجموعة الخضروات، و 20٪ لمجموعة الفواكه، و 20٪ لمجموعة البروتين، بالإضافة إلى دائرة صغيرة تمثل حصة الألبان مثل كوب حليب قليل أو خالي الدسم أو كوب من الزبادي.
طبقي مدعم أيضا بتوصيات إضافية مثلا «اجعل نصف طبقك من الخضروات والفواكه» و «تناول حليب قليل أو خالي الدسم» و " اجعل نصف حصتك من الحبوب حبوب كاملة [الإنجليزية]" و «نوع في خياراتك الغذائية» هذه التوجيهات أيضا توصي ب التحكم بحجم حصتك الغذائية مع الاستمتاع بها والتقليل من كمية الصوديوم والسكر.
وعند ازاحة الستار عن الدليل الغذائي (طبقي)، صرحت سيدة أمريكا الأولى ميشيل اوباما: «الوالدان ليس لديهم الوقت لقياس 3 اونصة من الدجاج بشكل دقيق، أو للنظر إلى كمية الرز أو البروكلي في الحصة، لكن باستطاعتنا أن ننظر في أطباق اطفالنا، وطالما أنهم يتناولون الحصص المناسبة، ونصف وجباتهم عبارة عن خضروات وفواكه إلى جانب بروتين قليل الدهن مع حبوب كاملة إضافة إلى حليب قليل الدسم، إذا نحن في الوضع السليم كما يظهر ببساطة»

## الشركاء الوطنيون الاستراتيجيون
وزارة الزراعة الأمريكية انشئت العديد من العلاقات مع المنظمات المهتمة في هذا الشأن، لتساعدها في تعزيز رسائل (طبقي) ونشرها على أكبر نطاق ممكن في اسرع وقت ممكن. هؤلاء الشركاء شملوا العديد من المنظمات والشركات الوطنية التي اقرت ب «تعزيز المحتوى الغذائي فيما تنص عليه التوجيهات التغذوية الأمريكية» ومن ضمن هذه المنظمات المهتمة بالتثقيف الغذائي: منظمة الصحة والغذاء والشركات ZoneXpress [الإنجليزية] ، Learning Seed ، Nasco Nutrition ، NCES.

## الانتقادات
طبقي حظي باستقبال واسع كشكل مطور لللديل التغذوي السابق هرمي [الإنجليزية] الذي واجه العديد من الانتقادات كون أنه صعب التطبيق. طبقي امتاز بالبساطة وسهولة الفهم لأنه مصور على شكل طبق وامتاز بالتشديد على أن تحظى الفواكه والخضار على نسبة 50٪ من الوجبة الغذائية.
بعض الانتقادات التي واجهت طبقي كانت بخصوص تخصيص حصة للبروتين حيث وجدوها أنها غير ضرورية نظرا لأن الحصول على الاحتياج من البروتين متاح من قبل المجموعات الغذائية الأخرى، ولأن متوسط الأمريكان يحصلون على كفايتهم على الرغم أن اللحوم قد لاتتلائم مع سائر المجموعات الغذائية. وانتقد البعض تخصيص حصة للألبان وروا أنه من الأفضل لو تم الاستغناء عنها هي الأخرى، كما انتقد أيضا لصغر الشكل التوضيحي، حيث انه افتقد للعديد من النصائح التغذوية الإضافية كالتمييز بين البروتين الصحي وغير الصحي، التفريق بين الزيوت الصحية والزيوت غير الصحية.
أصدرت مدرسة هارفارد للصحة العامة [الإنجليزية] نسخة معدلة من طبقي مضاف إليها عدة تفاصيل واسمته طبق الطعام الصحي، وامتاز بتخصيص نسبة أعلى للخضروات من الفواكه وأوصت بإضافة الزيوت الصحية وبالتوازن في كمية الوجبة الصحية وتناول الحبوب الكاملة بما يعادل ربع الطبق مع التوصية بشرب الماء والتقليل من استهلاك منتجات الألبان، والتشديد على ممارسة الأنشطة الرياضية. وقد انتقد رئيس قسم التغذية بكلية هارفارد طبقي قائلا «لسوء الحظ، كان طبقي امتدادا لأدلة الغذائية الهرمية المقدمة من وزارة الزراعة الأمريكية، حيث أنها مزجت بين العلم ووالتأثير القوي للمصالح الزراعية، وبهذا طبقي لايعتبر وصفة للطعام الصحي»